# الغربي (حجة)
الغربي هي إحدى قرى الجمهورية اليمنية. وهي تتبع جغرافيًا لمحافظة حجة. وإداريًا لمديرية خيران المحرق. يبلغ تعداد سكانها 1097 نسمة حسب الإحصاء الذي جرى عام 2004.